# Derecho internacional de los derechos humanos
El Derecho Internacional de los Derechos Humanos es una rama del Derecho internacional público desarrollada para promover y proteger los derechos humanos a nivel internacional, regional y nacional. Como rama del Derecho Internacional Público, se compone de una serie de instrumentos internacionales obligatorios, en particular diversos tratados sobre derechos humanos, y de la costumbre internacional. Existen otros instrumentos internacionales de derechos humanos que, no siendo jurídicamente obligatorios, contribuyen a la aplicación, comprensión y desarrollo del Derecho internacional de los derechos humanos.
Conforme a ello, el Derecho Internacional de los Derechos Humanos establece las obligaciones que deben respetar los Estados. En tal sentido, cuando un Estado pasa a ser parte en los tratados internacionales de este tipo, se adjudica obligaciones y los deberes de respetar, proteger y realizar los Derechos Humanos. El deber de respetarlos hace referencia a una obligación negativa, de no intervención; significa que los Estados deben abstenerse de interferir o limitar el disfrute de los Derechos Humanos; por otro lado, la obligación de resguardarlos indica una obligación positiva, la cual implica la intervención del Estado a fin de impedir las violaciones de los Derechos Humanos contra individuos y grupos; por último, la obligación de realizarlos obliga a los Estados a adoptar medidas positivas para facilitar el disfrute de los Derechos Humanos básicos.

## Sistemas de protección

### Sistema de protección de las Naciones Unidas
Por las Naciones Unidas
- Carta Internacional de Derechos Humanos
  - El Pacto Internacional de Derechos Civiles y Políticos (adoptado en 1966)
  - El Pacto Internacional de Derechos Económicos, Sociales y Culturales (adoptado en 1966)

Otros tratados
- La Convención para la Prevención y la Sanción del Delito de Genocidio (adoptada en 1948)
- La Convención Internacional sobre la Eliminación de todas las Formas de Discriminación Racial (adoptada en 1965)
- La Convención sobre la eliminación de todas las formas de discriminación contra la mujer (adoptada en 1979)
- La Convención contra la tortura y otros tratos o penas crueles, inhumanos o degradantes (adoptada en 1984)
- La Convención sobre los Derechos del Niño (adoptada en 1989)
- La Convención internacional sobre la protección de los derechos de todos los trabajadores migratorios y de sus familiares (adoptada en 1990)
- La Convención sobre los Derechos de las Personas con Discapacidad (adoptada en 2006)
- La Convención Internacional para la protección de todas las Personas contra las Desapariciones Forzadas (adoptada en 2006)

### Sistemas de protección regionales

#### Europa
Por el Consejo de Europa:
- La Convención Europea de Derechos Humanos (adoptada en 1950), que instauró el Tribunal Europeo de Derechos Humanos.
- El Convenio del Consejo de Europa para la protección de los niños contra la explotación y el abuso sexual (adoptada en 2007)

#### América
Por la Organización de los Estados Americanos:
- La Convención Americana sobre Derechos Humanos (adoptada en 1969), que ha creado la Corte Interamericana de Derechos Humanos.
- La Convención Interamericana para Prevenir y Sancionar la Tortura (adoptada en 1987)
- la Convención Interamericana sobre Desaparición Forzada de Personas (adoptada en 1994)

#### África
Por la Organización para la Unidad Africana:
- La Carta Africana de Derechos Humanos y de los Pueblos (adoptada en 1981), que ha creado la Corte Africana de Derechos Humanos y de los Pueblos en 2004.